# Moneilema mexicanum
Moneilema mexicanum är en skalbaggsart som beskrevs av Fisher 1927. Moneilema mexicanum ingår i släktet Moneilema och familjen långhorningar. Inga underarter finns listade i Catalogue of Life.